# Сайф ад-дін Фіруз-шах
Сайф ад-дін Фіруз-шах (перс. سیف الدین فیروز شاه, бенг. সাইফউদ্দীন ফিরুজ শাহ; д/н —1489) — султан Бенгалії у 1487—1489 роках. Відомий також як Фіруз-шах III. Повне ім'я Саїф ад-Дун'я вад-дін Абуль-Музаффар Фіруз-шах аль-Султан.

## Життєпис
Походив з династії Хабші. Належав до абіссинських рабів (хабші). Ймовірно за часів султана Барбак-шаха I потрапив до Бенгалії хлопчиком, де зроблений євнухом в палаці. Отримав ім'я Анділ. Досяг посади командувача війська, отримавши титул малік. Напевне 1481 року був одним з тих, хто допоміг Фатіх-шаху захопити владу.
1487 року виступив проти султана Барбак-шаха II, який захопив владу, поваливши Фатіх-шаха. Малік Анділ оголосив себе прихильником династії Ільяс-шахів, поваливши через декілька місяців Барбак-шаха II. Ставши султаном, прийняв ім'я Сайф ад-дін Фіруз-шах та титул султан аль-ахад ваз-заман аль-азам аль-муаззам аль-аділ.
Доклав зусиль для стабілізації внутрішньої ситуації, поліпшення відносин між хабші та тюркською знаттю. Багато уваги приділяв зведенню будівель, що уславлювали його правління. Був покровителем арабської каліграфії. Єдиною військовою кампанією був похід до регіону Камаруп, ймовірно для відновлення влади султанату, втрачене за попередніх правителів.
Помер Сайф ад-дін Фіруз-шах 1489 року. Йому спадкував названий син Махмуд-шах II

## Будівництво

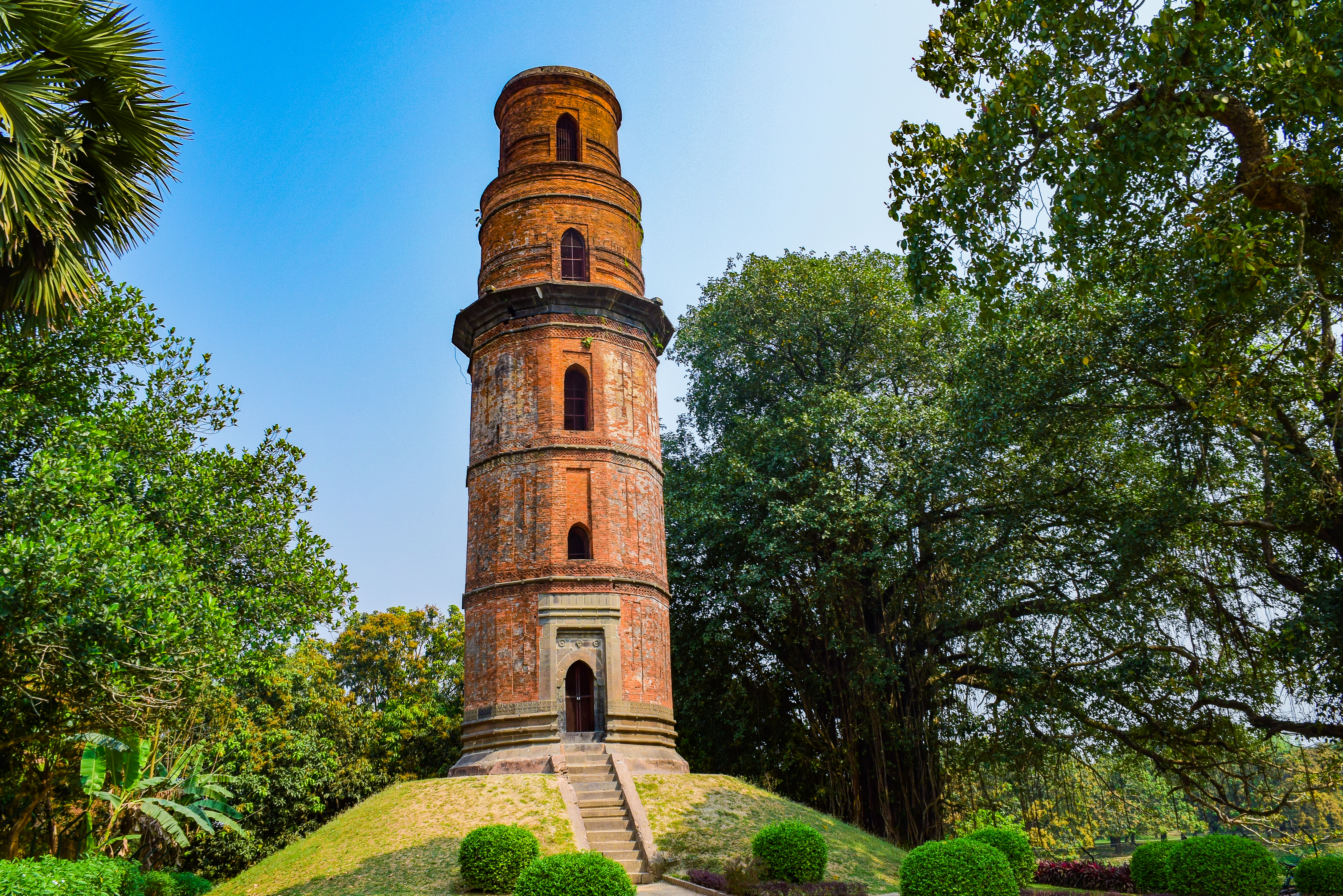
Фіруз Мінар

За його володарювання було засновано фортеці Бокайнагар і Таджпур. Султан фундував мечеть Катра в Малдахі. Наказав Меджлісу Сааду побудувати мечеть у Малді. 18 січня 1489 року він наказав Мухліс-хану побудувати десятикупольну мечеть у Гоаматлі, Малда. У тому ж році він також наказав Улуг Алі Зафар-хану побудувати мечеть у Калні. 1489 року було завершено башту заввишки 25,6 м (будівництво розпочато 1485 року), яка отримала назву «Фіруз Мінар». За переказами султан наказав скинути з неї архітектора, оскільки той не зробив мінарет більшим.
Фундував гробницю суфія (ім'я невідоме) у Гарх Джаріпі в Шерпурі. Кожен із чотирьох кутів гробниці містив імена праведних халіфів, а напис благословляв ісламського пророка Мухаммеда, його доньку Фатіму та двох її синів Хасана та Хусейна.